# Xiaguan (köpinghuvudort i Kina, Zhejiang Sheng, lat 29,84, long 121,03)
Xiaguan (kinesiska: 下管, 下管镇) är en köpinghuvudort i Kina. Den ligger i provinsen Zhejiang, i den östra delen av landet, omkring 95 kilometer sydost om provinshuvudstaden Hangzhou. Antalet invånare är 8 255. Befolkningen består av 4 190 kvinnor och 4 065 män. Barn under 15 år utgör 9,0 %, vuxna 15-64 år 72 %, och äldre över 65 år 18,0 %.
Runt Xiaguan är det tätbefolkat, med 356 invånare per kvadratkilometer. Närmaste större samhälle är Liangnong, 8,7 km nordost om Xiaguan. I omgivningarna runt Xiaguan växer i huvudsak blandskog.
Genomsnittlig årsnederbörd är 1 996 millimeter. Den regnigaste månaden är juni, med i genomsnitt 338 mm nederbörd, och den torraste är januari, med 70 mm nederbörd.